# کریستین اشترایش
کریستین اشترایش (آلمانی: Christian Streich؛ زادهٔ ۱۱ ژوئن ۱۹۶۵) بازیکن سابق و مربی فوتبال اهل آلمان است.
از باشگاه‌هایی که در آن بازی کرده‌است می‌توان به باشگاه فوتبال اشتوتگارت و باشگاه فوتبال فرایبورگ اشاره کرد.